# Mary Hagen

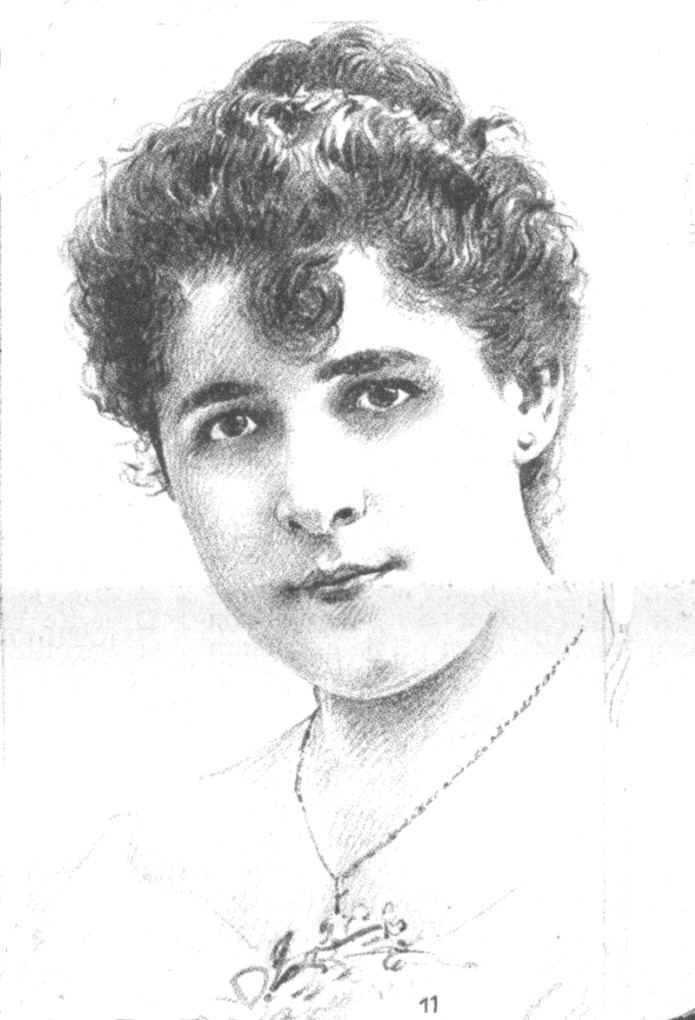
Mary Hagen (von Jan Vilímek, 1902)

Mary Hagen, eigentlich Marie Anna Wilhelmine Schön, (* 27. Mai 1876 in Diez an der Lahn; † 12. November 1944 in Weimar) war eine deutsche Opernsängerin (Sopran) und Schauspielerin.

## Leben
Sie war Schülerin von Elka Gerster, Conrad Muschler und Selma Nicklass-Kempner.
Erste Auftritte sind 1896 am Wilhelm-Theater in Magdeburg belegt, Engagements in Kiel, Aachen und Görlitz folgten. In dieser Zeit widmete sie sich vermehrt dem Operettenfach und trat 1898 am Berliner Central-Theater auf. 1900 folgten Engagements am Berliner Residenz-Theater, am Theater an der Wien in Wien und in Berlin am Theater des Westens sowie an der Komischen Oper. Ihrem Wechsel ins Fach der hochdramatischen Sopranistin für entsprechende Wagner-Rollen war wenig Erfolg beschieden.
Dokumentiert ist eine Mary Hagen als Schauspielerin in dem Film Zigeunerblut von Urban Gad aus dem Jahr 1911 in der Rolle der Baroness Leonie Korff.
Nach Ende ihrer Gesangskarriere ließ sie sich als Gesangspädagogin nieder. Seit 1912 war sie mit dem Musikkritiker Dr. Leopold Schmidt verheiratet, der in Berlin beim Berliner Tageblatt arbeitete. Ihren letzten Lebensabschnitt verbrachte sie im Emmy-Göring-Stift in Weimar.

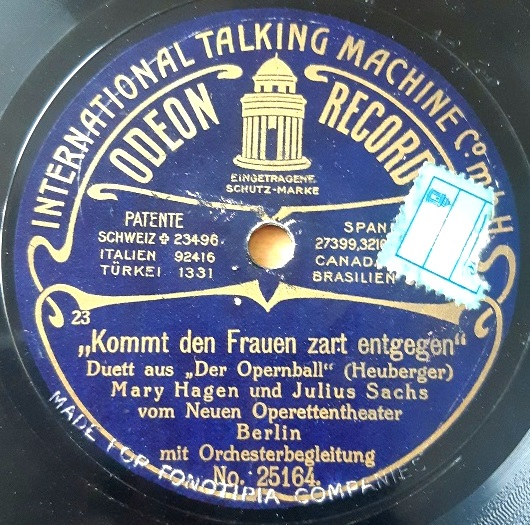
Schallplatte von Mary Hagen (Berlin 1908)

Erste Aufnahmen von Mary Hagen entstanden bei Zon-O-Phon (Wien 1902), auf Gramophone und Odeon erschienen Auszüge aus der Operette "Der Opernball" von Richard Heuberger (beide Berlin 1908).

## Rollen (Auswahl)
- Féodora – Der Opernball (Richard Heuberger)
- Nelly – Der Obersteiger (Carl Zeller)
- Molly – Die Geisha (Sidney Jones)
- Adele – Die Fledermaus (Johann Strauss)
- Orlowsky – Die Fledermaus (Johann Strauss)
- Mirzl – Das verwunschene Schloss (Karl Millöcker)